# Acanthoscorpio mucronatus
Acanthoscorpioniidae, Acanthoscorpio
Famille
Genre
Espèce
Acanthoscorpio mucronatus, unique représentant du genre Acanthoscorpio et  de la famille des Acanthoscorpioniidae, est une espèce fossile de scorpions.

## Répartition
Cette espèce a été découverte au Wyoming aux États-Unis. Elle date du Dévonien.

## Systématique
Le nom valide complet (avec auteur) de ce taxon est Acanthoscorpio mucronatus Kjellesvig-Waering, 1986.

### Publication originale
- (en) E. N. Kjellesvig-Waering, « A restudy of the fossil Scorpionida of the world », Palaeontographica Americana, 1986, vol. 55, p. 5-287.